# Hsekiu
Hsekiu, ngoài ra còn gọi là Seka, được đề cập trên Phiến đá Palermo như là một pharaon (vua) thuộc giai đoạn Tiền vương triều của Ai Cập, ông cai trị ở Hạ Ai Cập. Vì không có bất cứ bằng chứng nào khác về một vị vua như vậy, cho nên ông có thể là một vị vua thần thoại được kể lại bằng truyền thuyết, hoặc có thể hoàn toàn hư cấu.